# Wapelbecken I
Bei dem Wapelbecken I handelt es sich um ein Hochwasserrückhaltebecken auf dem Gebiet der Stadt Verl. Es befindet sich im Verler Ortsteil Kaunitz und liegt am namensgebenden Wapelbach. Flussaufwärts liegt das Wapelbecken II.
Betrieben wird das Becken durch den 1998 gegründeten Wapel-Wasserverband. An dem Verband sind die flussabwärts liegenden Städte Rheda-Wiedenbrück zu 21 % beteiligt und Rietberg zu 46 % sowie Verl zu 33 %.
Es wurde 2011 in Betrieb genommen und hat auf 24,3 Hektar Fläche ein Einstauvolumen von 220.000 Kubikmetern Wasser. Die Baukosten beliefen sich auf fast 2 Millionen Euro. Es ist als Hochwasserrückhaltebecken im „Nebenschluss“ errichtet worden.

## Impressionen

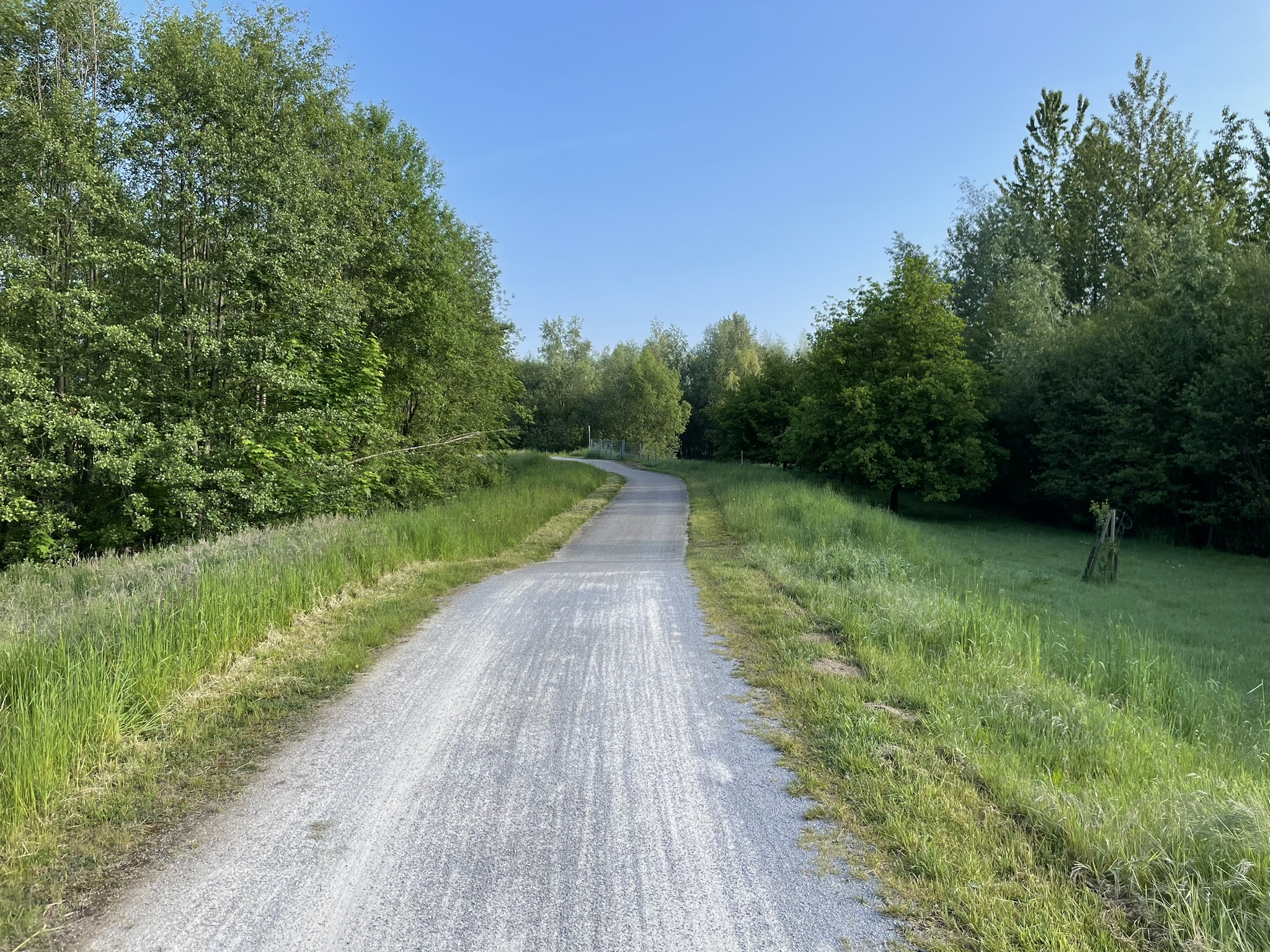
Westlicher Deich mit Überfall
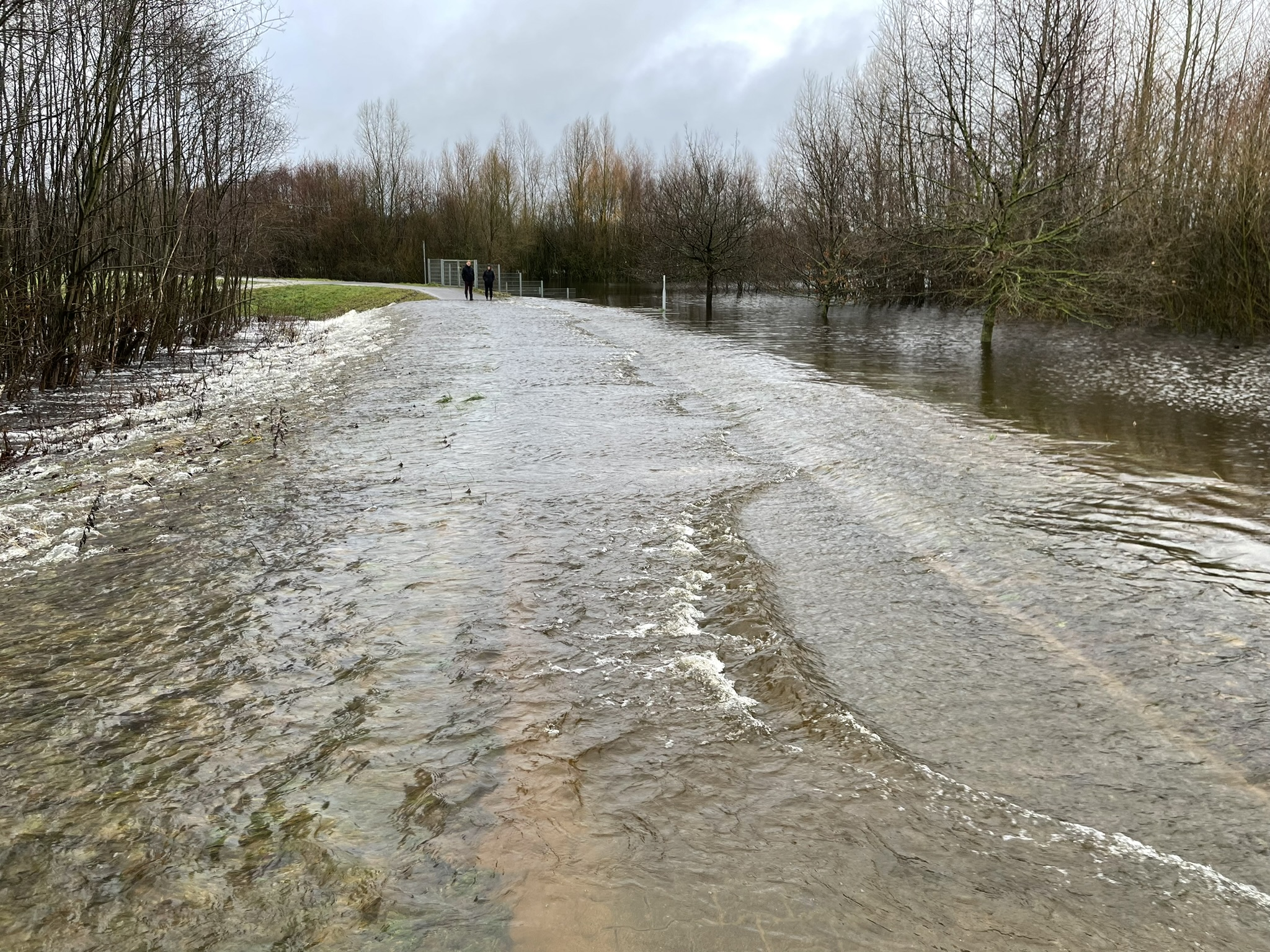
Überlaufender Überfall beim Weihnachts-hochwasser 2023
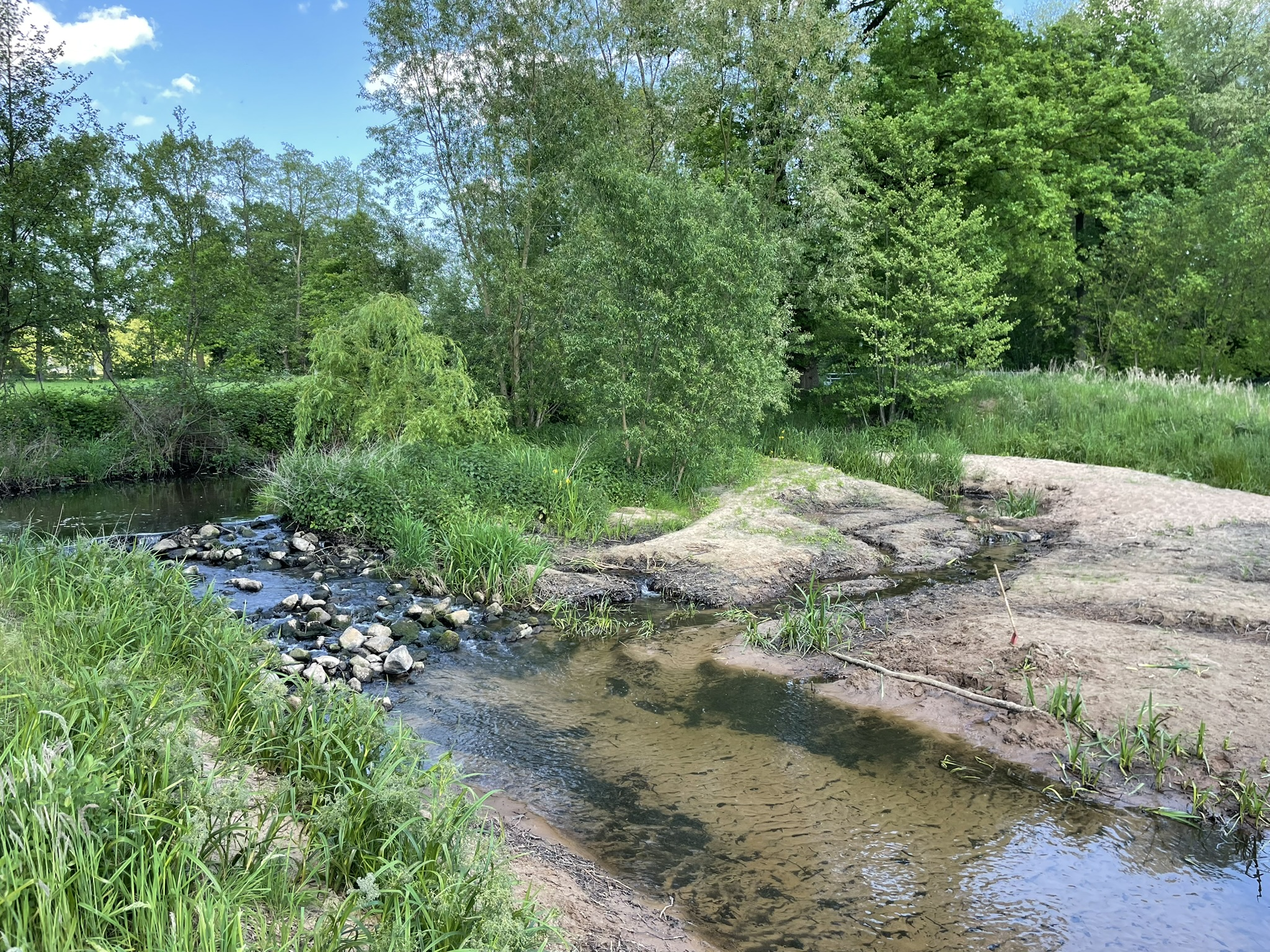
Anschlussstelle des Beckens an den Wapelbach